# Żytomyrśka
Żytomyrśka (ukr. Житомирська) – stacja kijowskiego metra na linii Swjatoszynśko-Browarśkiej. Została otwarta 24 maja 2003 roku, jako część rozbudowy metra do stacji Akademmisteczko.
Wykończenie stacji jest wykonane z marmuru na ścianach (biały i czerwony) oraz na podłodze. Oświetlenie pochodzi z zawieszonych świetlówek.
Obecnie jest najbardziej na zachód wysuniętą stacją całej sieci, na głównej alei Pieriemohy, w niewielkiej odległości od obwodnicy Kijowa oddzielającej miasto i obwód kijowski. Aleja staje się drogą magistralną M17 (E40) i dalej biegnie na zachód Ukrainy, w tym do miasta Żytomierz (od którego bierze nazwę stacja).